# ديفيد بيركلي
ديفيد بيركلي (بالإنجليزية: David Berkeley)‏ هو مغن مؤلف ومغني أمريكي، ولد في 22 سبتمبر 1976 في نيوجيرسي في الولايات المتحدة.

## وصلات خارجية
- ديفيد بيركلي على موقع IMDb (الإنجليزية)
- ديفيد بيركلي على موقع ميوزك برينز (الإنجليزية)
- ديفيد بيركلي على موقع أول ميوزيك (الإنجليزية)
- ديفيد بيركلي على موقع أول ميوزيك (الإنجليزية)
- ديفيد بيركلي على موقع ديسكوغز (الإنجليزية)